# Isometra
Isometra is een geslacht van haarsterren uit de familie Antedonidae.

## Soorten
- Isometra angustipinna (Carpenter, 1888)
- Isometra challengeri (A.H. Clark, 1907)
- Isometra flavescens John, 1938
- Isometra graminea John, 1938
- Isometra hordea John, 1938
- Isometra johanni A.M. Clark, 1967
- Isometra vivipara Mortensen, 1917